# Carlo Amedeo Salmatoris
Carlo Amedeo Salmatoris di Roussillon (1688 – 13 luglio 1759) è stato un nobiluomo italiano.

## Biografia
Carlo Amedeo Salmatoris di Roussillon fu una delle principali figure della corte di Carlo Emanuele III di Savoia, re di Sardegna dal 1730 al 1773.
Apparteneva ad un'antica famiglia patrizia di Cherasco ed era il sesto figlio di Gian Secondo (1643-1732) - senatore di Piemonte, poi presidente del Senato di Nizza (1697), conte di Lequio dal 1692 e di Villars dal 1723 – e di Caterina Rossillon di Bernezzo.
Dopo aver seguito la carriera militare durante il regno di Vittorio Amedeo II (1675-1730), come ufficiale del reggimento di cavalleria Piemonte Reale, divenne il 25 marzo 1735 uno dei quattro maggiordomi della Casa di Carlo Emanuele III. La carica era ricoperta da quattro persone, perché ognuno la ricopriva per tre mesi (per questa ragione si parlava di sistema «a quartieri», dove per «quartiere» s'intendeva la quarta parte di un anno).
Il 19 gennaio 1738, Carlo Emanuele III creò Salmatoris Maestro delle cerimonie e introduttore degli ambasciatori, una delle più importanti cariche della corte sabauda, cui spettava sovrintendere alle cerimonie di corte. Egli mantenne questo incarico sino alla morte. Di questa sua ventennale esperienza curiale ha lasciato una minuziosa e importante testimonianza nei quattro tomi del Registro de' ceremoniali del conte Carlo Amedeo Salmatoris.
Suo erede fu il nipote Carlo Salmatoris di Roussillon (1741-1822), figlio del fratello maggiore Francesco Amedeo (1687-27.XI.1761), comandante delle Guardie di Carlo Emanuele III, e di Elisabetta di Challant.